# Psi Cygni
Psi Cygni (ψ Cygni, förkortat Psi Cyg, ψ Cyg)  som är stjärnans Bayerbeteckning, är en trippelstjärna belägen i den norra delen av stjärnbilden Svanen (stjärnbild). Den har en kombinerad skenbar magnitud på 4,92 och är svagt synlig för blotta ögat där ljusföroreningar ej förekommer. Baserat på parallaxmätning inom Hipparcosuppdraget på ca 11,6 mas, beräknas den befinna sig på ett avstånd på ca 280 ljusår (ca 86 parsek) från solen.

## Egenskaper
Primärstjärnan i Psi Cygni Aa är en blå stjärna i huvudserien av spektralklass A4 Vn, där "n"-notationen anger "suddiga" absorptionslinjer i spektret på grund av snabb rotation. Den har en massa som är ca 2,2 gånger större än solens massa, en radie som är ca 3,0 gånger större än solens och utsänder från dess fotosfär ca 62 gånger mera energi än solen vid en effektiv temperatur på ca 7 970 K.
År 2002 var det inre paret, komponenterna Psi Cygni Aa och Ab, separerade med 0,10 bågsekunder vid en positionsvinkel på 77,6°. I förhållande till detta par låg år 2010 den andra följeslagaren, Psi Cygni B, en stjärna av magnitud 7,61, separerad med 87 bågsekunder vid en positionsvinkel av 175,6°.